# Enric Renau i Folch
Enric Renau i Folch (Barcelona, 28 d'octubre de 1937 - 28 d'agost de 2012) va ser un metge i polític català, fill del pediatre Enric Renau i Hornos i net de Josep Maria Folch i Torres.

## Biografia
Llicenciat en Medicina i Cirurgia per la Universitat de Barcelona, es va especialitzar en Pediatria i Medicina d'Empresa. El 1976 va ingressar a Convergència Democràtica de Catalunya (CDC), partit del que en fou membre del Comitè Executiu de 1982 a 1996, i va ser president de l'Associació de Veïns de Pedralbes (1977-1981) i membre de la Junta Directiva del Barcelona Atlètic des del 1979. També ha estat afiliat al Sindicat de Quadres de Catalunya.
Fou elegit diputat per la circumscripció de Barcelona per Convergència i Unió a les eleccions al Parlament de Catalunya de 1984, 1988 i 1992. Durant aquest temps fou membre de la Comissió Permanent del Parlament de Catalunya i vicepresident de la Comissió de Política Social. El 1993-1998 fou director general de la Fundació Ramon Trias Fargas i el 1999 fou nomenat president i conseller delegat de l'empresa pública Parc Sanitari Pere Virgili.